# Gruzja na Zimowych Igrzyskach Olimpijskich 2006
Gruzję na Zimowych Igrzyskach Olimpijskich 2006 reprezentowało 4 zawodników. Chorążym niosącym flagę podczas ceremonii otwarcia był łyżwiarz figurowy Wachtang Murwanidze.

## Wyniki

### Łyżwiarstwo figurowe

#### Solistki
- Elene Gedewaniszwili --- 10. miejsce
  - program krótki - 6 (57,90 pkt)
  - program dowolny - 13 (95,56 pkt)

#### Soliści
- Wachtang Murwanidze --- 28. miejsce
  - program krótki - 28 (49,68 pkt)
  - program dowolny - nie zakwalifikował się

### Narciarstwo alpejskie

#### Kobiety
- Sopiko Achmeteli --- nie wystartowała

#### Mężczyźni
- Iason Abramaszwili
  - slalom gigant --- 29. miejsce
    - 1. przejazd - 1:27:59
    - 2. przejazd - 1:27:27

  - slalom --- 32. miejsce
    - 1. przejazd - 1:01,84
    - 2. przejazd - 56,83